# Monts Mashike
Les monts Mashike (増毛山地, Mashike Sanchi) sont une chaîne de montagnes sur la côte ouest de l'île de Hokkaidō au Japon. La chaîne est divisée en deux régions par la Hamamasu-gawa. La région septentrionale est un groupe de monts volcaniques appelés monts Shokanbetsudake. La région méridionale est connue sous le nom monts Kabato. Les monts Mashike se trouvent entre les monts Teshio au nord et la plaine d'Ishikari au sud. Les monts Mashikie incluent des parties du parc quasi national de Shokanbetsu-Teuri-Yagishiri.
Le plus haut sommet des monts Mashike est le mont Shokanbetsu culminant à 1 492 m d'altitude.
Les monts Minami Shokan, Kunbetsu et Etai définissent un triangle qui entoure le marais Uryū  (雨竜沼湿原, Uryūnumashitsugen).